# Zanagee Artis
Pour les articles homonymes, voir Artis (homonymie).
Zanagee Artis (né en 2000 ou 2001) est un activiste climatique américain. Il est surtout connu pour avoir cofondé en 2017 Zero Hour, groupe d'activistes pour le climat dirigé par des jeunes. À partir de 2021, Artis est directeur de la politique de Zero Hour.

## Biographie
Au lycée, il a créé le comité de durabilité de son école secondaire, qui est devenu sa Green Team. Au cours de l'été entre ses années d'études secondaires, en 2017, il a suivi un programme d'été à l'Université de Princeton. Artis déclare qu'il a commencé à penser au-delà de sa communauté locale après avoir discuté avec les autres participants au programme Jamie Margolin et Madelaine Tew. Eux et d'autres jeunes militants ont formé Zero Hour. Zero Hour nomme le colonialisme, le capitalisme, le racisme et le patriarcat comme les principales causes de la crise climatique. 
Zero Hour a organisé une marche pour les jeunes sur le climat en juillet 2018 à Washington, DC, avec des marches satellites organisées dans le monde entier,. Artis, en tant que directeur de la logistique, a planifié l'événement principal et coordonné avec la police du Capitole des États-Unis. Artis déclare: « C'était un véritable point de départ pour notre mouvement, et cela a également inspiré les jeunes du monde entier. Les grèves étudiantes pour le climat de Greta Thunberg ont en fait été inspirés par la Marche des jeunes pour le climat ».
Par la suite, Artis a travaillé avec le mouvement Sunrise sur les grèves climatiques de septembre et novembre 2019. En septembre 2020, il a déclaré que Zero Hour s'était concentré sur l'éducation. Lors de l'élection présidentielle américaine de 2020, en tant que directeur des politiques, Artis a dirigé la campagne # Vote4OurFuture. La campagne s'est concentrée sur les États swing comme le Michigan et la Pennsylvanie, dans le but d'augmenter la participation électorale à l'appui du Green New Deal. Artis a déclaré: « Nous voulons que le changement climatique soit une priorité absolue dans l'esprit des gens lorsqu'ils se rendront aux urnes en novembre en raison de la façon dont il affectera les personnes de couleur et les personnes vivant dans ces villes ».

## Personnel
Artis a grandi à Clinton, dans le Connecticut et attribue à son enfance passée à Hammonasset Beach State Park (en) son intérêt pour l'écologisme. Artis est entré à l'Université Brown en 2018, avec l'intention de fréquenter une faculté de droit. Il est membre de la fraternité Zeta Delta Xi (en).